# Охматівська битва (1655)
Охма́тівська (Дрижипільська) би́тва  — битва під Охматовим (тепер село Уманського району Черкаської області) 19 — 22 січня (29 січня — 1 лютого) 1655 року між військами Речі Посполитої і Кримського ханства з одного боку та Військом Запорозьким і військом Московського царства з іншого.

## Передумови
27 жовтня 1654 року 50-тисячне військо Речі Посполитої на чолі з коронним гетьманом Станіславом Потоцьким вирушило на Поділля та Брацлавщину. Тоді ж молодий кримський хан Мегмет-Ґірей запропонував Богданові Хмельницькому відновити військовий союз, розірваний після Переяславської угоди: «Відкиньте від себе Москву, а з нами будьте у приязні». Проте Хмельницький відмовився, і Мегмет-Ґірей уклав угоду з польським королем. 8 грудня військо Речі Посполитої з'єдналося біля Брацлава з 30-тисячною татарською кіннотою, а 10 (20 січня) вони оточили Умань, яку обороняв полк Івана Богуна разом з місцевими жителями. Щоб укріпити місто і зробити фортечні вали неприступними ворогові, Богун звелів облити їх водою і перетворити на крижані гори.
У ці дні до ставки Хмельницького під Білою Церквою підійшла союзна 20-тисячна московська армія на чолі з Василем Шереметєвим і Василем Бутурліним та разом із 70-тисячним козацьким військом одразу виступила до Умані. Військо мало 50 — 60 гармат. Попереду йшов Полтавський полк під командуванням полковника Мартина Пушкаря. Дізнавшись про це, поляки з татарами відступили від Умані й оточили загін Пушкаря, який зайняв оборону в невеликій фортеці Охматові, а в вечері у п'ятницю 19 січня (29 січня) 1655 року, за чверть милі від Охматова супротивники зійшлися у долині річки Багви.

## Битва
Битва на лютому морозі тривала цілу ніч. Солдати коронного війська під командуванням коронного обозного Стефана Чарнецького прорвалися до московського табору і в рукопашному бою захопили там 20 гармат і 300 бочок пороху. Московські стрільці стали кидати зброю та хоругви і здаватися, однак були відбиті козаками. За словами очевидця-шляхтича, «трупом жовнірським козаки отаборились, бо не тилко вдень, а й уночи билися рукопаш», тобто спорудили укріплення з возів та тіл загиблих і три дні оборонялися без води та вогню. У неділю козаки запропонували переговори і домовилися з татарами про нейтралітет. У вирішальний момент Богун з козацькими загонами непомітно вийшов з Умані і вдарив в тил противника. Татари, переконавшись у безрезультатності облоги табору, спішно залишили поле битви й почали грабувати українські села. 22 січня весь табір, не порушуючи замкнутості своїх рядів, пробився через ворожі застави до Охматова і після впертої битви визволив загін Пушкаря, що перебував у фортеці.
Обидві сторони втратили убитими по 15 тисяч вояків, зокрема у московській армії загинуло 9 тисяч. Виснажені супротивники до весни припинили бойові дії. Весь край був геть сплюндрований військами.

За козацькою традицією за рівниною на відстані двох верств від Охматова між річками Багвою та Буртами закріпилася назва «Дрижиполе» або «Дрижипіль», оскільки поле бою дрижало від холоду і вогню.

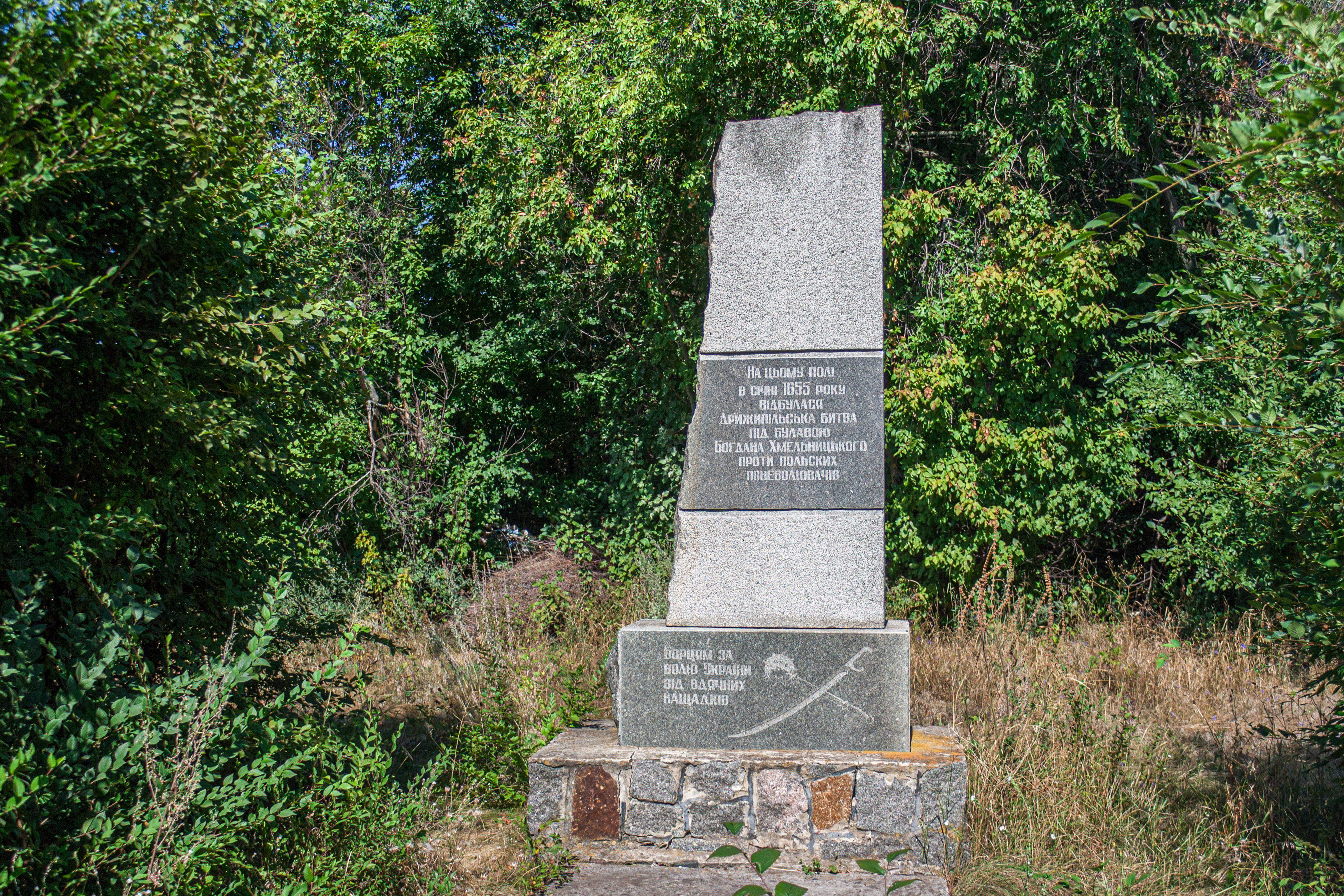
Пам’ятний знак на місці битви